# بنو خزر
بنو خزر (أيضا: آل خزر) عائلة من سلالة المغراويين حكمت طرابلس من 1001 إلى 1146.

## روابط خارجية
- «تاريخ المغرب في الفترة الإسلامية» بقلم جميل محمد أبون نصر